# Volo Canadian Pacific Air Lines 3505
Lo schianto del volo Canadian Pacific Air Lines 3505 avvenne il 21 luglio 1951 quando un Douglas DC-4 quadrimotore registrato CF-CPC della Canadian Pacific Air Lines scomparve su un volo di linea per le Nazioni Unite da Vancouver, Canada, a Tokyo, Giappone. Non sono stati ritrovati né l'aereo né i 31 passeggeri e i sei membri dell'equipaggio. L'incidente segnò la prima perdita di un aereo durante il ponte aereo coreano.

## L'incidente
Alle 18:35 il DC-4 partì dall'Aeroporto Internazionale di Vancouver, in Canada, con un volo di linea per Tokyo; avrebbe dovuto fare scalo all'aeroporto di Anchorage in Alaska. Il volo era in orario e riportato all'incrocio di Cape Spencer nella Columbia Britannica, a 90 minuti da Anchorage; l'equipaggio stimò il passaggio sopra Yakutat entro 24 minuti. Il tempo nell'area era caratterizzato da forti piogge e ghiaccio con una visibilità di 500 piedi (150 m). Non si è sentito più nulla dall'aereo e alle 00:44 è stato emesso un avviso di emergenza quando l'aereo era in ritardo allo scalo intermedio previsto. L'aeronautica degli Stati Uniti e la Royal Canadian Air Force effettuarono delle ricerche approfondite, ma non riuscirono a trovare alcuna traccia dell'aereo o dei suoi 37 occupanti, smettendo il 31 ottobre 1951.

## L'aereo
L'aereo, un Douglas DC-4 quadrimotore a pistoni, era stato costruito nel 1944 per l'aeronautica militare degli Stati Uniti come Douglas C-54A Skymaster ma alla consegna nel giugno 1944 fu dirottato verso la Marina degli Stati Uniti con la designazione R5D-1. Nel 1946 fu convertito in un Douglas DC-4 civile per la Pan American Airlines come Clipper Winged Racer. Nel 1950 è stato venduto alla Canadian Pacific Airlines.

## Passeggeri ed equipaggio
Tutti e sei i membri dell'equipaggio erano canadesi. Tra i 31 passeggeri figuravano due marinai della Royal Canadian Navy, 26 membri dell'United States Army e 3 cittadini civili statunitensi.

## Conseguenze
Tutti i passeggeri a bordo dell'aereo non furono mai ritrovati. Si presunse che il DC-4 fosse stato distrutto irreparabilmente.

## Causa probabile
Nel 1974, l'Autorità per l'aviazione civile inglese riferì: "Poiché fino ad oggi non sono state trovate tracce dell'aereo o dei suoi occupanti, la causa della scomparsa non è stata determinata".

## Incidenti simili
- Scomparsa dell'Hawaii Clipper
- Scomparsa del DC-3 della Airborne Transport del 1948
- Scomparsa dell'Avro York della Skyways Limited del 1955
- Scomparsa dell'Ariel Star
- Scomparsa dello Star Tiger
- Volo Flying Tiger Line 739
- Volo Malaysia Airlines 370
- Incidenti aerei di voli commerciali
- Canadian Pacific Air Lines
- Douglas DC-4